# Creswell, Oregon
Creswell är en ort i Lane County i delstaten Oregon, USA.